# Tedia
Tedia is een geslacht van spinnen behorend tot de familie celspinnen (Dysderidae). Er zijn slechts twee onderliggende soorten. 

## Soorten
- Tedia abdominalis Deeleman-Reinhold, 1988
- Tedia oxygnatha Simon, 1882